# D'oh!
D'oh! – раздразнително мърморене използвано от анимационния герой Хоумър Симпсън. Изразът се използва в сценарии на други продукции, както и като заглавие е на четири епизода. До такава степен е разпространена тази фраза, че е включена в Оксфордския английски тълковен речник, но без апострофа (Doh!). „D'oh“ е по-разпространеният правопис и по-приетият (поне в САЩ). Изписано като „D-OHH“, се приема, че произхожда от радио сериала „The Archers“, излъчван по BBC във Великобритания. Там е използван от героя Уолтър Гейбриъл (озвучен от актьора Крис Гитингс). Дан Кастеланета е споделял, че е заимствал фразата от актьор в по-ранните епизоди с приключенията на Лаурел и Харди, но той пръв го произнася малко по-удължено и хленчещо. Режисьорът на шоуто му казва да го скъси и така се получава познатата и до днес култова фраза.